# Batallón Colombia No.3
El Batallón Colombia No. 3 es una unidad militar colombiana enviada con el objetivo de defender los Acuerdos de Camp David (tras la guerra de Yom Kipur, 1973), desde 1982, fue desplegado el Batallón Colombia N.º 3 en la Península de Sinaí (Egipto), como parte de la Fuerza Multinacional de Paz y Observadores.

## Historia
El primer comandante fue el teniente coronel Bernardo Ramírez Lozano. La cantidad de soldados disminuyó actualmente son 275. Cada 10 meses, la mitad del batallón regresa a Colombia y es relevado por un número igual de soldados.

## Función
Verificar el cumplimiento de los tratados de paz entre Egipto e Israel que fueron firmados en 1978.